# Lodewijk Heyligen
Lodewijk Heyligen, ook bekend als Ludovicus Sanctus de Beeringhen, Ludovicus Sanctus, Lodewijk Heiligen, Heyliger of Beeringhen, Ludwig van Kempen en Louis van Campen (Beringen, 1304 – Avignon, 1361), was een Benedictijner monnik die vooral bekend is geworden door zijn vriendschap met Petrarca.

## Biografie
Er is zeer weinig bekend over het vroege leven van Lodewijk Heyligen. Men gaat ervan uit dat hij werd geboren in Beringen. Beringen was gelegen in het aartsdiakonaat Kempenland (Campina in het Latijn) dat op zijn beurt deel uitmaakte van het prinsbisdom Luik. Dit ligt aan de basis van de alternatieve namen Lodewijk van Kempen en Louis van Campen. Na studies aan de Latijns College in Beringen, studeerde hij muziek aan de abdijschool van St. Laurent in Luik. Na zijn wijding reisde hij naar het pauselijke hof in Avignon, waar hij in verbinding kwam met kardinaal Giovanni Colonna. Hij werd eerst  cantor en later secretaris van Colonna. Hij was ook de muziekmeester van de kapel van Colonna. Heyligen werd op 10 september 1332 benoemd tot kanunnik van het klooster van Munsterbilzen via een pauselijke bul van Johannes XXII. De priorin van het klooster gaf hem het beheer over de collatie van Guigoven, verbonden aan het Andreusaltaar dat in de abdijkerk stond. Hij werd benoemd tot cantor van de Sint-Donaaskathedraal in Brugge in 1342.
In een brief aan het kapittel van de Sint-Donaaskathedraal van 27 april 1348 waarvan de inhoud gedeeltelijk is bewaard gebleven, beschrijft hij de verschrikkingen van de pestepidemie die in die tijd in Europa woedde. In de brief plaatst hij de oorsprong van de epidemie in apocalyptische gebeurtenissen in Indie en de aankomst in Europa van handelsschepen uit the oosten. Hij vertelt dat de helft van de bevolking van Avignon reeds aan de plaag overleden was en dat 11.000 van de slachtoffers in een nieuwe begraafplaats werden begraven.
Nadat zijn meester Colonna in 1348 overleed aan de pest verbleef hij voornamelijk in Avignon. Hier overleed hij in 1361.

## Muziektheoreticus
Lodewijk Heyligen wordt geacht de auteur te zijn van twee verhandelingen over muziek die eerder toegeschreven werden aan Lodewijk van Toulouse (1274-1297), De musicae commendacione (die verloren is gegaan) en de Sentencia in musica sonora subiecti. Deze laatste verhandeling is gestructureerd als een scholastiek onderzoek naar de essentie van muziek, die hij musica sonora noemt. Hij concludeert dat de essentie van muziek te vinden is in de eerste plaats in de relatie tussen nummer en klank, in de tweede plaats in de relatie van een klank met een andere klank en uiteindelijk - op basis van de eerste twee categorieën - in de vaststelling van eigenschappen, emoties en modulaties.

## Vriend van Petrarca
De Belgisch historicus Ursmer Berlière toonde in 1904 aan op de basis van documentatie bewaard in het Vatikaan dat de persoon die Petrarca in zijn geschriften met 'Socrates' aanduidde in feite Lodewijk Heyligen was. Hun relatie ging terug naar het jaar 1330 toen Petrarca een bezoek bracht aan bisschop Giacomo Colonna in Lombez. Daar maakte hij kennis met Giacomo's broer, kardinaal Giovanni Colonna en diens entourage waar Lodewijk Heyligen deel van uitmaakte. Petrarca en Lodewijk waren even oud en werden nauwe vrienden.
Van de brieven die Petrarca aan Lodewijk schreef zijn er ongeveer 20 bewaard gebleven. Petrarca zinspeelt in deze brieven op het merkwaardige feit dat Socrates de enige van zijn goede vrienden was die niet door Italië aan hem werd gegeven, maar in plaats daarvan door de Kempen. De brief gaat verder met te verduidelijken dat door zijn temperament en vooral zijn vriendschap met Petrarca zelf, Socrates bijna zelf een Italiaan was geworden. Petrarca verwijst naar Lodewijk Heyligen als een erg geleerd iemand met bijzondere muzikale gaven. Petrarca roemt hem om zijn verheven karakter en zijn trouwe vriendschap. Het is mogelijk dat Lodewijk Heyligen Petrarca inspireerde om de Zuidelijke Nederlanden (het huidige België) te bezoeken, een reis die de twee vrienden misschien samen ondernamen. In zijn brieven aan Lodewijk Heyligen onthult Petrarca vaak zijn innerlijke gevoelens.
Geen van de brieven die Lodewijk Heyligen aan Petrarca schreeft zijn bewaard gebleven. Toch was het door middel van een brief van Lodewijk Heyligen dat Petrarca het nieuws vernam van de dood van zijn geliefde Laura, de muze van Petrarca's poëzie. Lodewijk was erbij toen ze stierf. In zijn brief aan Petrarca vertelde Lodewijk dat hij op het moment dat Laura stierf zag dat engelen haar ziel opnamen in de hemel.
Op aandringen van Lodewijk geeft Petrarca een verzameling van zijn brieven uit. Petrarca wijdde de collectie van Epistolae de rebus familiaribus aan zijn vriend 'Socrates'. Lodewijks overlijden in 1361 was erg pijnlijk voor Petrarca. Een brief in zijn Vergilius-codex onthult zijn verdriet bij het vernemen van het nieuws van zijn dood: "Amisi comitem ac solatium meae vitae" (Ik heb mijn vriend en troost van mijn leven verloren). Petrarca riep de herinnering aan zijn vriend op in een passage in de Trionfo d'Amore (Triomf van de liefde), waar hij Socrates en Lelio (de literaire bijnaam van Stefano Romano, een gemeenschappelijke vriend van Petrarca en Lodewijk) herkent te midden van de menigte achter de wagen van Cupido:
| In het originele Italiaans: |  | In vertaling: |
| --- |  | --- |
| Poco era fuor de la comune strada, quando Socrate e Lelio vidi in prima: con lor più lunga via conven ch'io vada. O qual coppia d'amici! che né 'n rima poria né 'n prosa ornar assai né 'n versi, se, come dee, virtù nuda si stima. Con questi duo cercai monti diversi, andando tutti tre sempre ad un giogo; a questi le mie piaghe tutte apersi; da costor non mi pò tempo né luogo divider mai, siccome io spero e bramo, infino al cener del funereo rogo; con costor colsi 'l glorïoso ramo, onde forse anzi tempo ornai le tempie in memoria di quella ch'io tanto amo. |  | Ik was nog niet ver van de gewone weg vandaan Toen ik Socrates en Lelio voor het eerst zag Met hen ga ik nog verder Oh, wat een paar vrienden! Nooit zou ik In vers of proza correct hun waarde kunnen meedelen Indien, zoals het hoort, zuivere deugd wordt gewaardeerd. Met deze twee ik heb vele landen bereisd, Een gemeenschappelijk juk hield ons dicht bij elkaar: Hen vertelde ik het verhaal van al mijn wonden. Noch tijd noch afstand zal ons ooit scheiden Van elkaar - dat hoop en bid ik - Tot voor ons de brandstapels worden aangestoken. Met hen plukte ik de glorieuze lauriertak Waarmee ik - misschien te vroeg - mijn voorhoofd sierde, In herinnering aan haar die ik zo diep lief had. |

Dit gedicht getuigt van de intieme genegenheid die Petrarca voelde voor Lodewijk Heyligen.